# Schwyrka
Schwyrka (ukrainisch Жвирка; russisch Schwirka, polnisch Żwirka) ist eine Siedlung städtischen Typs im Rajon Sokal der Oblast Lwiw im Westen der Ukraine.

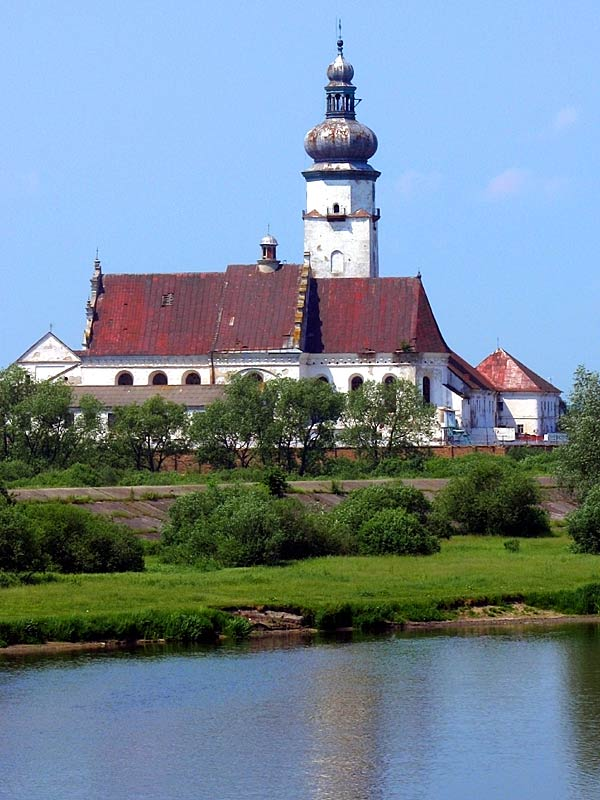
Blick auf das Klostergebäude im Ort

Die Siedlung ist etwa 73 Kilometer nördlich von Lemberg und etwa 2 Kilometer südwestlich der Rajonshauptstadt Sokal am Fluss Bug gelegen.
Am 12. Juni 2020 wurde die Siedlung ein Teil der neu gegründeten Stadtgemeinde Sokal im Rajon Tscherwonohrad, bis dahin bildete sie zusammen mit dem Dorf Sawyschen (Завишень) die gleichnamige Siedlungsratsgemeinde im Rajon Sokal.

## Geschichte
Der Ort entstand nach 1884, als hier ein Bahnhof an der Eisenbahnlinie von Jaroslau nach Sokal (heutige Bahnstrecke Jarosław–Kowel) eröffnet wurde. Zunächst lag dieser noch im österreichischen Galizien und war von 1918 bis 1939 als linksufriger Stadtteil von Sokal ein Teil der Polnischen Republik (im Powiat Sokal, Woiwodschaft Lwów). Während der deutschen Besatzungszeit ab 1939 kam das Gebiet zum Generalgouvernement (Kreishauptmannschaft Hrubieszow, Distrikt Lublin). In dieser Zeit wurde Żwirka auch offiziell als Dorf selbstständig, im Gemeindeverzeichnis für das Generalgouvernement ist der Ort der Landgemeinde Krystynopol zugeordnet. Nach dem Ende des Zweiten Weltkrieges fiel der Ort wieder zurück an Polen, nach einem Gebietsaustausch dann aber 1951 an die Sowjetunion, seit 1991 ist er Teil der heutigen Ukraine. 1956 erhielt das nunmehr Schwirka/Schwyrka genannte Dorf den Status einer Siedlung städtischen Typs.
Im Ortsgebiet befinden sich auch die Reste eines Bernhardinerkloster aus dem 17. Jahrhundert. Nachdem es zuletzt als Gefängnis genutzt wurde, brannte es am 27. März 2012 aus, so dass heute nur noch die Grundmauern bestehen.

## Persönlichkeiten
- Jan Ostroróg (1565–1622), Kastellan von Posen, begraben am Klosterfriedhof